# Ien Angová
May Ien Angová, nepřechýleně Ang (* 17. června 1954 Surabaja, Indonésie) je profesorkou kulturálních studií na Univerzitě v Západním Sydney (UWS) v Austrálii. Je také členkou Australské akademie humanitních věd. Je mezinárodně oceňovaná za svou práci v oblasti transnacionálních, multikulturních a mezikulturních studií. Její práce se zaměřuje na studium médií a jejich vlivu na kulturu, kulturní teorii, migraci, různorodost a kulturní politiku a globalizaci. Zabývá se problematikou současné Asie a měnícího se světového řádu, vztahů mezi Austrálií a Asií, ale také teoretickými a metodologickými otázkami.
Angová se narodila na Jávě čínským rodičům a je nejstarší z pěti sourozenců. Násilný vojenský převrat v Indonésii přiměl její rodinu ze země v roce 1966 uprchnout a usadit se v Nizozemsku. Studovala na Amsterdamské univerzitě, kde v roce 1990 obdržela doktorát v oboru sociální a kulturní vědy. Akademická konference ji přivedla do Perthu, kam se v roce 1991 odstěhovala za prací na Murdochově univerzitě. Později se přestěhovala do Sydney.
V roce 2001 založila na UWS Centre for Cultural Research (Centrum pro kulturní výzkum) a stala se jeho ředitelkou. Prosazuje univerzitní výzkumnou kulturu, která kombinuje teoreticky zaměřený výzkum s praktickým důrazem na spolupráci a zapojení průmyslu. V této souvislosti intenzivně spolupracovala s několika státními a místními vládními subjekty, komunitními organizacemi a kulturními institucemi v Austrálii, včetně Art Gallery of New South Wales, Special Broadcasting Service a Muzea současného umění.
Působila jako hostující profesorka v Singapuru, Hongkongu, Nizozemsku, Švédsku, Velké Británii a Spojených státech. V roce 2001 byla oceněna medailí Centenary Medal za zásluhy o australskou společnost a humanitní vědy v oblasti kulturního výzkumu.
Angová je podruhé vdaná, poprvé se vdávala ve 22 letech, ale manželství se asi po 7 letech rozpadlo. Svého současného manžela, anglického archeologa, si našla na internetu na konci 90. let, když se přestěhovala do Sydney.

## Výběr z díla
Knihy Angové jsou považovány za klasiku v oboru a její díla byla přeložena do mnoha jazyků, včetně čínštiny, japonštiny, italštiny, turečtiny, němčiny, korejštiny a španělštiny.
- Divákem Dallasu: Soap opera a melodramatická imaginace, Akropolis 2018 (v originále Het geval Dallas, Populaire kultur, ideologie en plezier, 1982)
- Desperately Seeking the Audience, Routledge, 1991
- Living Room Wars: Rethinking Media Audiences for a Postmodern World, Routledge, 1996
- (spoluautoři Sharon Chalmers, Lisa Law and Mandy Thomas), Alter/Asians: Asian-Australian Identities in Art, Media and Popular Culture, Pluto Press, 2000
- On Not Speaking Chinese: Living between Asia and the West, Routledge, 2001
- The SBS Story, UNSW Press, 2008
- (spoluautoři Yudhishthir Raj Isar a Phillip Mar) Cultural diplomacy: beyond the national interest, Routledge, 2016
- (spoluautor Kay Anderson a další) Chinatown Unbound, Rowman and Littlefield, 2019

### Divákem Dallasu
V originále vyšla kniha poprvé v nizozemštině v roce 1982, známější je ale anglický překlad Watching Dallas: Soap Opera and the Melodramatic Imagination z roku 1985. Česky vyšla teprve v roce 2018. Studie zkoumá, jak diváci prožívají potěšení z telenovely. Při přípravě knihy používala Angová etnografické metody, na základě odpovědí 42 diváků na anketu v ženském časopise. Vzhledem k tomu, že výzkum byl proveden v Nizozemsku a případovou studií byl globálně úspěšný americký seriál z přelomu osmdesátých let Dallas, práce se také ptá, jak diváci reagují na mezinárodní export. Studie přispěla k přesunu pohledu mediálních teoretiků z textu na mediální publikum. Ien Angová konstatuje, že publikum je při recepci mediálních textů aktivní a spolupodílí se na tvorbě významu.

### Living Room Wars
Ve své pozdější knize Living Room Wars: Rethinking Media Audience for a Postmodern World autorka zkoumá, jak je národní obsah ovlivněn zavedením mezinárodního obsahu a jaký to má vliv na národní program i vysílací stanice.

### On Not Speaking Chinese
V knize On Not Speaking Chinese: Living between Asia and the West zkoumá čínskou identitu a čínské komunity v jiných zemích, přičemž čerpá z vlastní zkušenosti člověka čínského původu, který získal vzdělání v jiných zemích.
„V roce 1992 jsem byla pozvána na konferenci na Tchaj-wanu. Věděla jsem, že na mě budou všichni mluvit čínsky a že jim nebudu rozumět. A tak téma mého příspěvku znělo O tom, jak nemluvit čínsky. Tvrdila jsem, že identita není definována pouze původem - je to složitější. Existuje tolik faktorů, které nás vedou k tomu, abychom se stali tím, kým jsme.“